# Oropezella bifurcata
Oropezella bifurcata är en tvåvingeart som beskrevs av Collin 1928. Oropezella bifurcata ingår i släktet Oropezella och familjen puckeldansflugor. Inga underarter finns listade i Catalogue of Life.